# سابینو بیلبائو
سابینو بیلبائو (اسپانیایی: Sabino Bilbao‎; ۱۱ دسامبر ۱۸۹۷ – ۲۰ ژانویهٔ ۱۹۸۳) بازیکن فوتبال اهل اسپانیا بود.
از باشگاه‌هایی که در آن بازی کرده‌است می‌توان به باشگاه فوتبال اتلتیک بیلبائو اشاره کرد.